# Klubowy Puchar Europy w szachach (2002)
2002 – osiemnasty sezon Klubowego Pucharu Europy w szachach. Rozgrywki odbyły się w Kalitei w dniach 22–28 września 2002 roku. Tytuł zdobyła bośniacko-hercegowińska Bosna Sarajewo.

## Format rozgrywek
Turniej odbywał się systemem szwajcarskim na dystansie siedmiu rund. W przypadku identycznej liczby punktów decydowała łączna liczba punktów uzyskanych przez zawodników, a przy dalszej równości – system Buchholza.

## Uczestnicy
W nawiasie podano średni ranking Elo. Źródło: OlimpBase

- Studenti Tirana (2252)
- Barbican 4NCL (2319)
- Bristol Chess Club (2267)
- Merkur Versicherung Graz (2441)
- SC Die Klagenfurter (2417)
- SK Hohenems (2499)
- Boey Temse (2324)
- CRELEL Liège (2243)
- KSK Rochade Eupen-Kelmis (2392)
- Bosna Sarajewo (2664)
- Napredak Sarajewo (2462)
- ŠK Kiseljak (2596)
- SK1968 (2330)
- Joensuun SK (2320)
- Taraus Tampere (2312)
- Clichy-Echecs 92 (2555)
- NAO Chess Club (2689)
- SAP DEI Makedonías – Thrákis (2466)
- Reverté Albox (2460)
- Crumlin Chess Club (1924)
- Taflfélagið Hellir (2392)
- ASA Tel Awiw (2484)
- Beer Sheva Chess Club (2542)
- Hapoel Cellcom Kefar Sawa (2502)
- Rafinerija Nowy Sad (2520)
- CE Dudelange (2212)
- Alkaloid Skopje (2532)
- BM Kiseła Woda (2563)
- SFR Neukölln (2426)
- Randaberg SK (2153)
- Polonia Plus GSM Warszawa (2635)
- Ładja Kazań (2635)
- Norilskij Nikiel Norylsk (2655)
- Petersburg Lentransgaz (2605)
- SzK Tomsk (2615)
- Corpora Lipovec (2183)
- Sollentuna SK (2365)
- İTÜ SK (2212)
- Danko-Donbas Ałczewsk (2539)
- Karpattia-Galicija Lwów (2535)
- Momot Donieck (2540)
- Cardiff Chess Club (2112)
- Zalaegerszegi Csuti Antal SK (2505)

## Rozgrywki

### Runda 1
Źródło: OlimpBase
22 września 2002
| ASA Tel Awiw – NAO Chess Club 2:4                       |
| Bosna Sarajewo – SAP DEI Makedonías – Thrákis 5:1       |
| Reverté Albox – Norilskij Nikiel Norylsk 2:4            |
| Ładja Kazań – SFR Neukölln 3:3                          |
| SC Die Klagenfurter – Polonia Plus GSM Warszawa ½:5½    |
| Petersburg Lentransgaz – KSK Rochade Eupen-Kelmis 3½:2½ |
| Taflfélagið Hellir – SzK Tomsk 1:5                      |
| ŠK Kiseljak – Sollentuna SK 5:1                         |
| Corpora Lipovec – BM Kiseła Woda ½:5½                   |
| Clichy-Echecs 92 – SK1968 4½:1½                         |
| Boey Temse – Momot Donieck 1½:4½                        |
| Danko-Donbas Ałczewsk – Taraus Tampere 5½:½             |
| Barbican 4NCL – Beer Sheva Chess Club 3:3               |
| Karpattia-Galicija Lwów – Joensuun SK 4½:1½             |
| Studenti Tirana – Alkaloid Skopje 1:5                   |
| Merkur Versicherung Graz – CRELEL Liège 4:2             |
| Bristol Chess Club – Rafinerija Nowy Sad ½:5½           |
| Napredak Sarajewo – CE Dudelange 5½:½                   |
| İTÜ SK – Zalaegerszegi Csuti Antal SK 1½:4½             |
| Hapoel Cellcom Kefar Sawa – Randaberg SK 5:1            |
| Cardiff Chess Club – SK Hohenems 1:5                    |
| Crumlin Chess Club pauza                                |

### Runda 2
Źródło: OlimpBase
23 września 2002
| Rafinerija Nowy Sad – NAO Chess Club 2½:3½               |
| Karpattia-Galicija Lwów – Bosna Sarajewo 1:5             |
| Norilskij Nikiel Norylsk – Danko-Donbas Ałczewsk 3½:2½   |
| Polonia Plus GSM Warszawa – Petersburg Lentransgaz 2½:3½ |
| SzK Tomsk – Momot Donieck 4:2                            |
| Clichy-Echecs 92 – ŠK Kiseljak 2½:3½                     |
| BM Kiseła Woda – Merkur Versicherung Graz 4:2            |
| Alkaloid Skopje – SK Hohenems 4:2                        |
| Zalaegerszegi Csuti Antal SK – Napredak Sarajewo 3:3     |
| Crumlin Chess Club – Hapoel Cellcom Kefar Sawa ½:5½      |
| Barbican 4NCL – Ładja Kazań ½:5½                         |
| Beer Sheva Chess Club – SFR Neukölln 5½:½                |
| Taraus Tampere – ASA Tel Awiw ½:5½                       |
| SAP DEI Makedonías – Thrákis – Taflfélagið Hellir 4½:1½  |
| Corpora Lipovec – Reverté Albox 1½:4½                    |
| CRELEL Liège – SC Die Klagenfurter 2:4                   |
| KSK Rochade Eupen-Kelmis – Bristol Chess Club 3½:2½      |
| Sollentuna SK – İTÜ SK 4:2                               |
| SK1968 – Cardiff Chess Club 6:0                          |
| Randaberg SK – Boey Temse 1:5                            |
| Joensuun SK – Studenti Tirana 2:4                        |
| CE Dudelange pauza                                       |

### Runda 3
Źródło: OlimpBase
24 września 2002
| NAO Chess Club – BM Kiseła Woda 3½:2½                    |
| Bosna Sarajewo – Norilskij Nikiel Norylsk 3½:2½          |
| Hapoel Cellcom Kefar Sawa – Petersburg Lentransgaz 2:4   |
| ŠK Kiseljak – SzK Tomsk 3:3                              |
| Zalaegerszegi Csuti Antal SK – Alkaloid Skopje 2:4       |
| Ładja Kazań – Napredak Sarajewo 5:1                      |
| SC Die Klagenfurter – Beer Sheva Chess Club 1½:4½        |
| Studenti Tirana – Polonia Plus GSM Warszawa ½:5½         |
| Merkur Versicherung Graz – Clichy-Echecs 92 2½:3½        |
| Momot Donieck – Reverté Albox 5½:½                       |
| Danko-Donbas Ałczewsk – Sollentuna SK 4½:1½              |
| ASA Tel Awiw – Karpattia-Galicija Lwów 1½:4½             |
| SAP DEI Makedonías – Thrákis – Rafinerija Nowy Sad 3½:2½ |
| SK Hohenems – Boey Temse 5:1                             |
| KSK Rochade Eupen-Kelmis – SK1968 3:3                    |
| SFR Neukölln – Crumlin Chess Club 6:0                    |
| CE Dudelange – Barbican 4NCL 3½:2½                       |
| Bristol Chess Club – Taflfélagið Hellir 4:2              |
| İTÜ SK – Corpora Lipovec 4½:1½                           |
| Taraus Tampere – CRELEL Liège 2:4                        |
| Randaberg SK – Joensuun SK 1½:4½                         |
| Cardiff Chess Club pauza                                 |

### Runda 4
Źródło: OlimpBase
25 września 2002
| Alkaloid Skopje – NAO Chess Club 2:4                           |
| Petersburg Lentransgaz – Bosna Sarajewo 2:4                    |
| ŠK Kiseljak – Ładja Kazań 2:4                                  |
| Beer Sheva Chess Club – SzK Tomsk 2:4                          |
| Norilskij Nikiel Norylsk – Hapoel Cellcom Kefar Sawa 5:1       |
| Polonia Plus GSM Warszawa – SAP DEI Makedonías – Thrákis 4½:1½ |
| BM Kiseła Woda – Clichy-Echecs 92 3½:2½                        |
| Momot Donieck – SK Hohenems 4:2                                |
| Karpattia-Galicija Lwów – Danko-Donbas Ałczewsk 2½:3½          |
| SK1968 – CE Dudelange 3½:2½                                    |
| Napredak Sarajewo – KSK Rochade Eupen-Kelmis 2½:3½             |
| SFR Neukölln – Zalaegerszegi Csuti Antal SK 1:5                |
| Sollentuna SK – Merkur Versicherung Graz 3:3                   |
| Rafinerija Nowy Sad – Studenti Tirana 5½:½                     |
| SC Die Klagenfurter – ASA Tel Awiw 3:3                         |
| Reverté Albox – CRELEL Liège 3½:2½                             |
| Boey Temse – İTÜ SK 2½:3½                                      |
| Joensuun SK – Bristol Chess Club 4:2                           |
| Cardiff Chess Club – Crumlin Chess Club 5½:½                   |
| Corpora Lipovec – Barbican 4NCL 3:3                            |
| Taflfélagið Hellir – Randaberg SK 3½:2½                        |
| Taraus Tampere pauza                                           |

### Runda 5
Źródło: OlimpBase
26 września 2002
| NAO Chess Club – Bosna Sarajewo 3½:2½                          |
| SzK Tomsk – Ładja Kazań 2½:3½                                  |
| Alkaloid Skopje – Polonia Plus GSM Warszawa 3:3                |
| Petersburg Lentransgaz – Momot Donieck 2½:3½                   |
| Danko-Donbas Ałczewsk – BM Kiseła Woda 2:4                     |
| KSK Rochade Eupen-Kelmis – Norilskij Nikiel Norylsk 1:5        |
| Beer Sheva Chess Club – ŠK Kiseljak 2½:3½                      |
| Zalaegerszegi Csuti Antal SK – SK1968 5½:½                     |
| Clichy-Echecs 92 – Joensuun SK 4½:1½                           |
| İTÜ SK – Karpattia-Galicija Lwów ½:5½                          |
| Hapoel Cellcom Kefar Sawa – SAP DEI Makedonías – Thrákis 1½:4½ |
| SK Hohenems – Reverté Albox 2½:3½                              |
| Sollentuna SK – Rafinerija Nowy Sad 1:5                        |
| ASA Tel Awiw – Cardiff Chess Club 5½:½                         |
| CE Dudelange – SFR Neukölln ½:5½                               |
| Merkur Versicherung Graz – SC Die Klagenfurter 3:3             |
| Bristol Chess Club – Napredak Sarajewo 1½:4½                   |
| Barbican 4NCL – Taflfélagið Hellir 2½:3½                       |
| Taraus Tampere – Boey Temse 3:3                                |
| CRELEL Liège – Studenti Tirana 3½:2½                           |
| Crumlin Chess Club – Corpora Lipovec 1½:4½                     |
| Randaberg SK pauza                                             |

### Runda 6
Źródło: OlimpBase
27 września 2002
| Ładja Kazań – NAO Chess Club 3:3                         |
| Bosna Sarajewo – Momot Donieck 4:2                       |
| Norilskij Nikiel Norylsk – BM Kiseła Woda 3½:2½          |
| Polonia Plus GSM Warszawa – ŠK Kiseljak 4:2              |
| SzK Tomsk – Zalaegerszegi Csuti Antal SK 3½:2½           |
| Clichy-Echecs 92 – Alkaloid Skopje 4:2                   |
| Karpattia-Galicija Lwów – Petersburg Lentransgaz 3:3     |
| SAP DEI Makedonías – Thrákis – Danko-Donbas Ałczewsk 2:4 |
| Reverté Albox – Rafinerija Nowy Sad 3:3                  |
| KSK Rochade Eupen-Kelmis – Beer Sheva Chess Club 1:5     |
| Napredak Sarajewo – SFR Neukölln 4:2                     |
| SK1968 – ASA Tel Awiw ½:5½                               |
| İTÜ SK – Merkur Versicherung Graz 1½:4½                  |
| SC Die Klagenfurter – Hapoel Cellcom Kefar Sawa 1:5      |
| Taflfélagið Hellir – SK Hohenems 1:5                     |
| Joensuun SK – CRELEL Liège 2½:3½                         |
| CE Dudelange – Corpora Lipovec 1:5                       |
| Boey Temse – Cardiff Chess Club 5:1                      |
| Bristol Chess Club – Sollentuna SK 0:6                   |
| Barbican 4NCL – Taraus Tampere 2:4                       |
| Randaberg SK – Crumlin Chess Club 3½:2½                  |
| Studenti Tirana pauza                                    |

### Runda 7
Źródło: OlimpBase
28 września 2002
| NAO Chess Club – Norilskij Nikiel Norylsk 2½:3½             |
| Ładja Kazań – Bosna Sarajewo 2½:3½                          |
| Polonia Plus GSM Warszawa – SzK Tomsk 4½:1½                 |
| BM Kiseła Woda – Momot Donieck 4½:1½                        |
| Danko-Donbas Ałczewsk – Clichy-Echecs 92 5:1                |
| Rafinerija Nowy Sad – Petersburg Lentransgaz 1½:4½          |
| ŠK Kiseljak – Zalaegerszegi Csuti Antal SK 2:4              |
| Beer Sheva Chess Club – Alkaloid Skopje 1½:4½               |
| Napredak Sarajewo – Karpattia-Galicija Lwów 3:3             |
| Reverté Albox – ASA Tel Awiw 3:3                            |
| Merkur Versicherung Graz – SAP DEI Makedonías – Thrákis 2:4 |
| CRELEL Liège – Hapoel Cellcom Kefar Sawa 1:5                |
| Corpora Lipovec – SK Hohenems 1½:4½                         |
| Boey Temse – KSK Rochade Eupen-Kelmis – 3:3                 |
| Sollentuna SK – SK1968 2:4                                  |
| SFR Neukölln – SC Die Klagenfurter 4½:1½                    |
| Taraus Tampere – İTÜ SK 4½:1½                               |
| Taflfélagið Hellir – Joensuun SK 4½:1½                      |
| Randaberg SK – CE Dudelange 2:4                             |
| Cardiff Chess Club – Barbican 4NCL 3:3                      |
| Studenti Tirana – Crumlin Chess Club 6:0                    |
| Bristol Chess Club pauza                                    |

## Klasyfikacja
Źródło: OlimpBase
| Msc | Zespół                       | M | W | R | P | Pkt |
| --- | ---------------------------- | - | - | - | - | --- |
| 1   | Bosna Sarajewo               | 7 | 6 | 0 | 1 | 12  |
| 2   | Norilskij Nikiel Norylsk     | 7 | 6 | 0 | 1 | 12  |
| 3   | Polonia Plus GSM Warszawa    | 7 | 5 | 1 | 1 | 11  |
| 4   | NAO Chess Club               | 7 | 5 | 1 | 1 | 11  |
| 5   | Danko-Donbas Ałczewsk        | 7 | 5 | 0 | 2 | 10  |
| 6   | BM Kiseła Woda               | 7 | 5 | 0 | 2 | 10  |
| 7   | Ładja Kazań                  | 7 | 4 | 2 | 1 | 10  |
| 8   | Zalaegerszegi Csuti Antal SK | 7 | 4 | 1 | 2 | 9   |
| 9   | Alkaloid Skopje              | 7 | 4 | 1 | 2 | 9   |
| 10  | SzK Tomsk                    | 7 | 4 | 1 | 2 | 9   |
| 11  | Petersburg Lentransgaz       | 7 | 4 | 1 | 2 | 9   |
| 12  | SK Hohenems                  | 7 | 4 | 0 | 3 | 8   |
| 13  | ASA Tel Awiw                 | 7 | 3 | 2 | 2 | 8   |
| 14  | Hapoel Cellcom Kefar Sawa    | 7 | 4 | 0 | 3 | 8   |
| 15  | Karpattia-Galicija Lwów      | 7 | 3 | 2 | 2 | 8   |
| 16  | Napredak Sarajewo            | 7 | 3 | 2 | 2 | 8   |
| 17  | Momot Donieck                | 7 | 4 | 0 | 3 | 8   |
| 18  | Clichy-Echecs 92             | 7 | 4 | 0 | 3 | 8   |
| 19  | SAP DEI Makedonías – Thrákis | 7 | 4 | 0 | 3 | 8   |
| 20  | Reverté Albox                | 7 | 3 | 2 | 2 | 8   |
| 21  | Rafinerija Nowy Sad          | 7 | 3 | 1 | 3 | 7   |
| 22  | Beer Sheva Chess Club        | 7 | 3 | 1 | 3 | 7   |
| 23  | SFR Neukölln                 | 7 | 3 | 1 | 3 | 7   |
| 24  | ŠK Kiseljak                  | 7 | 3 | 1 | 3 | 7   |
| 25  | SK1968                       | 7 | 3 | 1 | 3 | 7   |
| 26  | Merkur Versicherung Graz     | 7 | 2 | 2 | 3 | 6   |
| 27  | Boey Temse                   | 7 | 2 | 2 | 3 | 6   |
| 28  | CRELEL Liège                 | 7 | 3 | 0 | 4 | 6   |
| 29  | KSK Rochade Eupen-Kelmis     | 7 | 2 | 2 | 3 | 6   |
| 30  | Taraus Tampere               | 6 | 2 | 1 | 3 | 8   |
| 31  | Taflfélagið Hellir           | 7 | 3 | 0 | 4 | 6   |
| 32  | Sollentuna SK                | 7 | 2 | 1 | 4 | 5   |
| 33  | Corpora Lipovec              | 7 | 2 | 1 | 4 | 5   |
| 34  | Studenti Tirana              | 6 | 2 | 0 | 4 | 5   |
| 35  | CE Dudelange                 | 6 | 2 | 0 | 4 | 5   |
| 36  | Joensuun SK                  | 7 | 2 | 0 | 5 | 4   |
| 37  | İTÜ SK                       | 7 | 2 | 0 | 5 | 4   |
| 38  | SC Die Klagenfurter          | 7 | 1 | 2 | 4 | 4   |
| 39  | Cardiff Chess Club           | 6 | 1 | 1 | 4 | 4   |
| 40  | Barbican 4NCL                | 7 | 0 | 3 | 4 | 3   |
| 41  | Randaberg SK                 | 6 | 1 | 0 | 5 | 3   |
| 42  | Bristol Chess Club           | 6 | 1 | 0 | 5 | 3   |
| 43  | Crumlin Chess Club           | 6 | 0 | 0 | 6 | 1   |